# Cantón de Bretteville-sur-Laize
El cantón de Bretteville-sur-Laize era una división administrativa francesa, que estaba situada en el departamento de Calvados y la región de Normandía.

## Composición
El cantón estaba formado por veintinueve comunas:
- Barbery
- Boulon
- Bretteville-le-Rabet
- Bretteville-sur-Laize
- Cauvicourt
- Cintheaux
- Condé-sur-Ifs
- Estrées-la-Campagne
- Fierville-Bray
- Fontaine-le-Pin
- Fresney-le-Puceux
- Fresney-le-Vieux
- Gouvix
- Grainville-Langannerie
- Grimbosq
- Le Bû-sur-Rouvres
- Les Moutiers-en-Cinglais
- Magny-la-Campagne
- Maizières
- Moulines
- Mutrécy
- Ouilly-le-Tesson
- Rouvres
- Saint-Germain-le-Vasson
- Saint-Laurent-de-Condel
- Saint-Sylvain
- Soignolles
- Urville
- Vieux-Fumé

## Supresión del cantón de Bretteville-sur-Laize
En aplicación del Decreto nº 2014-160 de 17 de febrero de 2014, el cantón de Bretteville-sur-Laize fue suprimido el 22 de marzo de 2015 y sus 29 comunas pasaron a formar parte; veintiuna del nuevo cantón de Thury-Harcourt, cuatro del nuevo cantón de Falaise, tres del nuevo cantón de Mézidon-Canon y una del nuevo cantón de Troarn.